# Concours Eurovision des jeunes musiciens 2002
Le Concours Eurovision des jeunes musiciens 2002 fut la onzième édition de ce concours. La finale fut organisée au Konzerthaus, à Berlin, en Allemagne le 19 juin 2002. 
- Pays ayant sélectionné leur artiste et/ou leur chanson
- Pays ayant participé dans le passé, mais pas en 2002
- Pays participants non qualifiés pour la finale

Bergen 2000 Lucerne 2004
Des jeunes musiciens de 7 pays participèrent à la finale télévisée de cette édition. Ils furent tous accompagnés par le Rundfunk-Sinfonieorchester Berlin, sous la direction de Marek Janowski.

## Résultats de la finale
| Rang | Pays               | Chanteur           | Instrument  |
| ---- | ------------------ | ------------------ | ----------- |
| 1    | Autriche           | Dalibor Karvay     | Violon      |
| 2    | Royaume-Uni        | Sarah Williamson   | Clarinette  |
| 3    | Slovénie           | Karmen Pecar       | Violoncelle |
| -    | République tchèque | Jakub Tylman       | Violoncelle |
| -    | Allemagne H        | Alina Pogostkin    | Violon      |
| -    | Grèce              | Theodore Milkov    | Percussion  |
| -    | Pologne T          | Piotr Jasiurkowski | Violon      |